# Kaio (football)
Pour les articles homonymes, voir Kaio.
Kaio Felipe Gonçalves dit Kaio est un footballeur brésilien né le 6 juillet 1987 à Curitiba. Il évolue au poste d'attaquant.

## Biographie
Kaio joue dans de nombreux pays : au Brésil, au Japon, aux Émirats arabes unis, en Corée du Sud, en Thaïlande et en Chine.
Il inscrit 13 buts dans le championnat de Corée du Sud, remportant le titre de champion en 2014.
Il dispute 17 matchs en Ligue des champions d'Asie, inscrivant un but.

## Palmarès
- Champion de Corée du Sud en 2014 avec le club de Jeonbuk